# Potamarcha congener
Potamarcha congener е вид водно конче от семейство Libellulidae. Видът не е застрашен от изчезване.

## Разпространение
Разпространен е в Австралия (Западна Австралия, Куинсланд и Северна територия), Бангладеш, Виетнам, Индия (Андамански острови, Андхра Прадеш, Аруначал Прадеш, Асам, Гоа, Джаркханд, Западна Бенгалия, Карнатака, Керала, Мадхя Прадеш, Манипур, Махаращра, Мегхалая, Нагаланд, Ориса, Тамил Наду, Трипура, Утаракханд, Химачал Прадеш и Чхатисгарх), Индонезия (Бали, Калимантан, Малки Зондски острови, Папуа, Суматра и Ява), Камбоджа, Китай (Гуандун, Гуанси и Хайнан), Лаос, Малайзия (Западна Малайзия, Сабах и Саравак), Мианмар, Непал, Папуа Нова Гвинея, Провинции в КНР, Сингапур, Тайван, Тайланд, Филипини, Хонконг и Шри Ланка.